# José Enrique de la Peña
 (janvier 2017).
Si vous disposez d'ouvrages ou d'articles de référence ou si vous connaissez des sites web de qualité traitant du thème abordé ici, merci de compléter l'article en donnant les références utiles à sa vérifiabilité et en les liant à la section « Notes et références ».
Jose Enrique de la Peña (1807 – 10 octobre 1840) était un colonel de l'armée mexicaine.
Sous les ordres du général Antonio Lopez de Santa Anna, il participa au Siège de Fort Alamo. Un livre présenté comme ses mémoires fut publié en 1955 (La Rebellion de Texas—Manuscrito Inedito de 1836 por un Ofical de Santa Anna) par Jesús Sanchez Garza : il évoque comment David Crockett se serait rendu et aurait été ensuite exécuté.